# Хичкок, Альфред
Сэр А́льфред Джо́зеф Хи́чкок (англ. Sir Alfred Joseph Hitchcock; 13 августа 1899, Лейтонстоун, Уолтем-Форест, Большой Лондон, Англия, Соединённое королевство Великобритании и Ирландии — 29 апреля 1980, Бель-Эйр, Лос-Анджелес, Калифорния, США) — британский и американский кинорежиссёр, продюсер, сценарист. До 1939 года работал в Великобритании, затем — в США.
Большинство фильмов Хичкока относится к жанрам триллера (от англ. thrill — «трепет») и детектива, в том числе его наиболее признанные картины «Психо», «Головокружение», «К северу через северо-запад», «Окно во двор». Он был мастером «саспенса» — нагнетаемого напряжения (от англ. suspense), мастерски создавал в своих фильмах атмосферу тревожной неопределённости и напряжённого ожидания.
В 1979 г. он получил почётную награду Американского института кино, а королева Елизавета II посвятила его в рыцари. Хичкока не стало 29 апреля 1980 года от почечной недостаточности в Лос-Анджелесе.

## Биография
Альфред Хичкок родился 13 августа 1899 года в доме 517 по улице The High Road в Лейтонстоуне, став третьим ребёнком в католической семье бакалейщика Уильяма Хичкока (1862—1914) и Эммы Джейн Уилан (1863—1942).
С 1910 года по 1913 год Альфред учился в иезуитском колледже Святого Игнатия в Лондоне. В 1914 году Хичкок поступил в Инженерно-навигационную школу. Параллельно он посещал лекции по искусствоведению в Лондонском университете.
12 декабря 1914 года скончался отец. В связи с необходимостью материально поддерживать семью в 1914 году Альфред устроился в телеграфную компанию W. T. Henley’s Telegraph Works, где несколько лет работал в отделе продаж, а с 1918 года перешёл в рекламный отдел. В этот период стал увлечённо интересоваться фотографией и кинематографом, в связи с чем стал читать профессиональные издания. В 1915 году, во время Первой мировой войны, Хичкок записался добровольцем в армию, но из-за избыточного веса ему отказали, записав в резерв, где он изучал подрывное дело. С 1 июня 1919 года владельцы компании стали издавать корпоративную газету The Henley Telegraph, где он стал редактором и вынужден был предоставлять для неё материалы. В этой малотиражке он дебютировал в качестве автора коротких рассказов, в которых киноведы усматривают некоторые оригинальные черты, присущие его кинематографической эстетике. В первом номере издания содержался короткий трагикомический рассказ «Газ», содержащий элементы Гран-Гиньоля. Его действие происходит в Париже в трущобах Монмартра, где женщина подвергается насилию со стороны толпы мужчин. Однако в конце выясняется, что это была лишь галлюцинация, вызванная применением к ней наркоза в стоматологическом кабинете.

### Становление
С 1920 года Хичкок начал работать на киностудии электриком. Вскоре он стал художником отдела рекламы. В том же 1920 году Альфред устраивается работать дизайнером титров в кинокомпанию «Famous Players-Lasky». Первоначально в его задачи входило рисование карточек с именами актёров для титров, затем он стал сочинять сценарии и ассистировать режиссёрам.
В 1921 году в компанию «Famous Players-Lasky» приходит работать монтажёром Альма Ревиль — будущая жена Альфреда.
В 1922 году Хичкок — в роли сорежиссёра — снимает фильм «Всегда говори своей жене» и фильм «Номер 13», который не был закончен.
В 1923 году проходят съёмки фильма «Женщина — женщине». На этих съёмках Хичкок работает в роли соавтора сценария, художника-постановщика и ассистента режиссёра. В тот же год Альфред попросил руки и сердца у Альмы, что произошло на корабле, когда они возвращались из Германии. Считается, что это событие нашло отражение в будущих фильмах режиссёра, так как в них неоднократно было представлена сцены предложения о браке, имеющие место в море.
В роли режиссёра Альфред Хичкок в 1925 году снимает свой первый фильм «Сад наслаждений» (англ. The Pleasure Garden), который снимался в Мюнхене и является фильмом англо-германского производства.
В 1926 году он снял первый триллер «Жилец». В 1926 году снял фильм «Горный орёл», который не сохранился и внесён в список 75 самых разыскиваемых Британским институтом кино фильмов (по важности стоит на первом месте), причём на сайте британского киноинститута отмечается: «Это что-то вроде Святого Грааля для историков кинематографа».
ЮНЕСКО включила в список всемирного наследия девять немых фильмов, которые Хичкок снял с 1925 по 1929 годы: «В ранних фильмах Хичкока уже заметны многие характерные для него мотивы и мании», — пояснили в ЮНЕСКО значение этих кинолент режиссёра.
Ему принадлежит первый британский звуковой фильм, имевший успех в прокате, — «Шантаж» (1929). По мнению Жоржа Садуля: «В этой постановке он проявил особое пристрастие как к хорошо сделанному детективному сюжету, так и к техническому новаторству в области съёмки (перемещение „угла зрения“, монтаж, звуковой контрапункт и т. д.), в чём сказалось, несомненно, влияние новых достижений континентальных мастеров».
2 декабря 1926 года Альфред Хичкок и Альма Ревиль поженились и прожили вместе до смерти Хичкока в 1980 году. 7 июля 1928 года Альма Ревиль родила ему единственного ребёнка — дочь Патрицию Хичкок, ставшую актрисой.
Считается, что истоки изощрённости Хичкока в опосредованном показе убийств и сцен насилия были во многом вызваны консерватизмом Британской ассоциации киноцензоров (British Board of Film Censors), присваивавшей всем фильмам ужасов категорию «А». Нередко, чтобы обеспечить выход своих фильмов на широкий экран, режиссёры были вынуждены отказываться от показа сцен насилия вообще, применяя различные ухищрения: «страшная» музыка, крики жертв и т. п.: отдельными деталями давая понять зрителю, что в этот момент за кадром совершается убийство.
В 1934 году Хичкок снимает фильм «Человек, который слишком много знал».

### Зрелые годы
С началом Второй мировой войны производство фильмов в Великобритании прекратилось, и Хичкок уехал в Голливуд (1939), где поселился в Беверли-Хиллз. Он стал работать на звёздного продюсера Дэвида Селзника, который часто вмешивался в творческий процесс, но в то же время обеспечивал финансирование и хорошую прессу. Благодаря его связям первый же американский фильм Хичкока, «Ребекка», выиграл «Оскар» как лучший фильм года. Однако производство фильма вылилось в войну. Хичкок не вполне понимал, почему именно продюсер должен стоять у руля. Тем более что Селзник играл на понижение, настаивая на понятных, простых решениях. Ссора произошла из-за буквы R в финале «Ребекки». Селзник хотел, чтобы литера читалась в облаке поднимавшегося от пепелища дыма. Хичкок настаивал на подушке. Окончательный монтаж «Ребекки» делал продюсер.
26 сентября 1942 года в Лондоне умирает мать Хичкока — Эмма Джейн.
В 1948 году Хичкок снимает свой первый цветной фильм — «Верёвка».

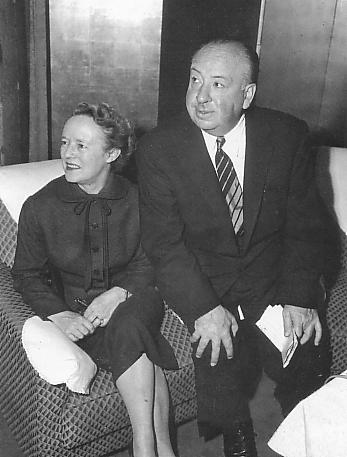
С супругой Альмой Ревиль в 1955 году

В 1940-е годы Хичкок снимал примерно по фильму в год, а с 1948 года сам же их и продюсировал. Его любимыми актёрами были Кэри Грант, Джеймс Стюарт, Грейс Келли. Пика своей карьеры Хичкок достиг в 1950-е годы с крупнобюджетными текниколоровыми проектами — иногда чисто комедийными («Неприятности с Гарри», «Поймать вора»), иногда предвещающими эстетику «бондианы» («К северу через северо-запад»). Начиная с 1950-х режиссёр активно работал на телевидении (сериал «Альфред Хичкок представляет»).
17 января 1952 года дочь Хичкока вышла замуж за Джозефа О’Коннела, от которого родила трёх дочерей: Мэри, Терезу и Кэтлин.
Альфред принял американское гражданство 20 апреля 1955 года, став полноправным гражданином США.
После фильмов «Окно во двор» (1954) и «Головокружение» (1958), которые своими нестандартными повествовательными решениями и глубоким психологизмом оказали влияние на европейский арт-хаус, режиссёр стал применять ещё более экспериментальные, даже шокирующие приёмы. Нашумевшие картины «Психо» (1960) и «Птицы» (1963) стоят в творчестве Хичкока особняком; иногда их определяют как фильмы ужасов.
Начиная с фильма «Марни» (1964) работы Хичкока принимались публикой и критиками весьма сдержанно. Несмотря на критическое отношение к коммерческому голливудскому кино, Хичкока боготворили критики французской «новой волны». В 1957 году Эрик Ромер и Клод Шаброль опубликовали во Франции исследование творчества Хичкока. Будущие режиссёры исследовали его первые сорок четыре фильма, уделив особое внимание католицизму и таким повторяющимся мотивам, как «распределение вины» между «невинным» героем и «менее невинным» антигероем или героиней. Франсуа Трюффо не только заметил авторский взгляд за оболочкой развлекательного кино, он снял несколько фильмов в подражание Хичкоку и опубликовал книгу интервью со своим кумиром. Сильным влиянием Хичкока отмечены также фильмы Шаброля и Брайана Де Пальмы. Последний, говоря о его фильме «Головокружение» отмечал: «Хичкок — тот, кто извлёк саму квинтэссенцию фильма. Я использовал многое из его грамматики».
По мнению американской исследовательницы Паулы Маранц Коэн, писавшей в 2008 году: «Привлекательность Хичкока для теоретиков и историков кинематографа трудно преувеличить. Исследование его творчества — самый практичный путь к изучению всей истории кино».

### Конец жизни
В 1976 году на экраны выходит последний фильм, снятый Хичкоком, — «Семейный заговор». В 1979 году Американский институт киноискусства вручил Хичкоку премию «За достижения всей жизни».
Режиссёр отказался от какого-либо участия в приготовлениях в связи с состоянием здоровья. «Создавалось впечатление, что он присутствует при чтении собственного некролога и не хочет быть при погребении», — заметил один из его коллег. Его жена Альма смогла присутствовать, несмотря на частичный паралич. Ответную речь Хичкока записали заранее, так как боялись, что он будет в невменяемом состоянии и не сможет ничего произнести. Незадолго до своей смерти Хичкок был возведён в дворянское звание английской королевой. Британский консул вручил верительные грамоты в торжественной обстановке. В марте Хичкок сумел записать на плёнку вступительную речь для вечера памяти Джеймса Стюарта в Американской Академии киноискусств.
В конце своей жизни Хичкок вместе со сценаристами Джеймсом Костиганом и Эрнестом Леманом работал над сценарием к шпионскому триллеру «Короткая ночь». Тем не менее, фильм так и не был снят. Главным образом это было вызвано ухудшающимся здоровьем режиссёра и проблемами, связанными со здоровьем его жены Альмы, перенёсшей инсульт. Сценарий был напечатан посмертно.
Альфред Хичкок умер в возрасте 80 лет у себя дома, в Лос-Анджелесе, от почечной недостаточности в 9:17 29 апреля 1980 года. Его похороны проходили в католической церкви на Беверли-Хиллз. Согласно завещанию, его тело было кремировано, и прах развеян над Тихим океаном.

## Личные качества
Современники Хичкока говорят, что в первое время он казался милым человеком, но долго терпеть его в качестве собеседника было невозможно. В детстве Хичкок был нелюдимым, отстранённым от других детей. Автор книги «Тёмная сторона гения» биограф Хичкока Дональд Спото показывает его как жестокого, трусливого человека.
Ингрид Бергман, которая долгое время поддерживала с ним дружеские отношения, писала о нём: «Его юмор, его острый ум приводят в восхищение. Думаю, он любит вполне реальных людей. Если на съёмках кто-либо досаждал ему, он начинал с ним разговор в свойственной ему двусмысленной манере. Вполне вроде бы нормальная беседа на деле оборачивалась совершенной бессмыслицей. Таким путём он избавлялся от непрошеных гостей». Марлен Дитрих, которую в Хичкоке поражали его спокойствие и авторитет, выделяла следующие его качества: «Он очаровывает, восхищает, всегда владеет собой, околдовывает, не прилагая к этому никаких усилий. И вместе с тем он застенчивый человек».
Хичкок был педантом: например, биографии героев в фильмах он разрабатывал с особой тщательностью, не пропуская ни одной мелкой детали. Хичкок был помешан на чистоте. После пользования раковиной он вытирал саму раковину и кран тремя полотенцами.
Альфред любил каламбуры и сальные шуточки, обладал довольно специфическим чувством юмора. Например, он мог преподнести четыреста копчёных рыбёшек человеку, которому был отвратителен запах рыбы. При съёмках фильма «39 ступеней» главным героям пришлось проходить весь день в наручниках, потому что режиссёр, по его утверждению, потерял ключ от них. Известен также случай, когда Хичкок подарил Мелани Гриффит, когда та была в пятилетнем возрасте, куклу с лицом её матери актрисы Типпи Хедрен, которая лежала в игрушечном гробу. Причина данного подарка крылась в произошедшем конфликте на съёмочной площадке между Хедрен и Хичкоком. Хичкок также любил рассаживать гостей на специальные подушки, издающие неприличные звуки. Однажды он пошутил над отцом писательницы Дафны дю Морьё — актёром Джералдом дю Морьё, пригласив его в гости на маскарад. Всем остальным гостям он сказал, что это будет официальный вечер. В итоге весь вечер Морьё провёл среди смокингов в костюме турецкого султана. Хичкок посылал актрисе Вере Майлз букеты чёрных роз и письма, написанные якобы поклонником-маньяком. Отмечается, что знакомые и коллеги Хичкока привыкли к его озорным, напыщенным риторическим вопросам, которые он задавал исключительно ради собственной забавы.
Ещё на съёмках картины «Леди исчезает» актриса Маргарет Локвуд заметила, что после чая, утреннего или полуденного, Хичкок бросал чашку через плечо и ждал, пока она разобьётся. Эта привычка сохранилась у него на всю жизнь, и он говорил, что это «хорошо для нервов. Снимает напряжение. Гораздо лучше, чем ругать актёров». Хичкок на протяжении всей жизни боялся полицейских и ни разу не сел за руль автомобиля из-за того, что в детстве за небольшой проступок по совету отца его заперли на десять минут в камере отделения полиции. После того, как его выпустили, полицейский сказал ему, что именно так наказывают плохих людей. В дальнейшем из-за боязни полицейских многие его фильмы были построены на подсознательном страхе перед несправедливым обвинением и преследованием.
Хичкок страдал овофобией (или яйцефобией) — боязнью предметов овальной формы. Хичкок очень нервничал при виде куриного яйца, поданного официантом.
Альфред Хичкок наизусть знал названия и расположение нью-йоркских улиц, а также график движения поездов в большинстве штатов.
Когда у жены Хичкока случился инсульт, он всё время, пока его жене делали медицинские процедуры, просидел в ресторанчике напротив. В дальнейшем он никогда не приближался к этому ресторанчику, так как помнил все те чувства, что он испытал, когда его жена попала в больницу.
Альфред Хичкок боялся смотреть свои фильмы. «Меня пугают мои собственные фильмы, — говорил он. — Я никогда не хожу на их просмотр. Я не знаю, как люди могут выносить просмотр моих фильмов».

## Режиссёрский почерк
Режиссёрский почерк Хичкока складывался под влиянием немецких экспрессионистов и русского (советского) кино; его фильмы 1940-х пересекаются с нуаром. На его творчество повлияли Эйзенштейн, Пудовкин, Мурнау (Хичкок даже написал о нём статью) и Дэвид Уорк Гриффит. Он внимательно прочёл вышедшую в 1929 году книгу В. И. Пудовкина «Техника и съёмка фильмов», в которую вошли самые известные на тот момент статьи русского режиссёра в английском переводе. Американский теоретик кино и писатель Джон Говард Лоусон характеризовал работы Хичкока как «глубоко психопатичные», с более выраженным «клиническим подходом к проблемам морального поведения», чем даже в «чёрных» фильмах его современников, но по сравнению с ними с меньшим вниманием к сексу. Лоусон не понимал, как представители французской новой волны (Ромер, Шаброль) выдвинули Хичкока в качестве «ведущего» кинематографиста, одного из главных «изобретателей формы», сравнимого по своему значению с Мурнау и Эйзенштейном. По оценке Лоусона, при всех достоинствах режиссёра, проблематично разделить его этические воззрения, видимо отмеченные сильным влиянием католицизма (всеобщность вины, аллегории первородного греха, двусмысленность души), от «потворства самым порочным вкусам». Для его творчества, по наблюдению Лоусона, характерно выражение концепции о том, что «жестокость — единственная доступная познанию» сущность, а мораль теряет «всякий смысл», в случае противоречия реальности. Всё это приводит к тому, что его «фильмы увлекают в пучину отчаяния».
Хичкок очень бережно работал со звуком, используя неожиданные эффекты для усиления того, что показано на экране. Той же цели служит оригинальная музыка, как правило, написанная Бернардом Херрманом. Он отличался кропотливым отношением к самым различным техническим деталям своих работ, глубоко разбирался в самых различных аспектах кинопроизводства. Создатель рекламных киноафиш и дизайнер титров Гарольд Адлер (Harold Adler) вспоминал, что был потрясён количеством специальной литературы по искусству и графике в офисной библиотеке режиссёра, которой было гораздо больше, чем у него — признанного специалиста в области дизайна.
Режиссёр отличался педантичной подготовительной работой, продуманной раскадровкой, детальной проработкой сюжета, характеров, художественного оформления и т. д. Ширли Маклейн в этом отношении отмечала, что он сначала «снимал» фильм в голове, и поэтому сам съёмочный процесс его раздражал: «Нам, актёрам, нечего делать на площадке, мы не интересуем его, а лишь заменяем реквизит. Он считает нас „бессловесным скотом“». В то же время Ингрид Бергман, характеризуя его методы работы, писала:
— «Его режиссёрское великолепие заключается в умении всё подготовить заранее. Нет ничего такого, чего бы он не знал о своём фильме ещё до того, как начнёт его снимать. Каждый штрих, каждый элемент декорации он сначала готовит в миниатюре дома, а потом уже воссоздаёт в студии. Ему не всегда даже надо смотреть в объектив, он говорит: „Я знаю, как это выглядит“. Я не знаю ни одного режиссёра, который работал бы так, как он». Джанет Ли вспоминая работу над фильмом «Психо» говорила:
— «Тщательно продумано было всё: гардероб, чемодан, то, что я положу в этот чемодан, покидая работу. Он показал мне макеты мизансцен, особенно отеля в начале фильма, и сказал, как именно кинокамера войдёт в окно и как она будет следить за героями, — и всё это ради лаконичных эффектов».
Излюбленные герои Хичкока — люди, попавшие в ловушку обстоятельств. Сюжетные ситуации, как правило, распадаются на три категории:
- Ошибочно подозреваемые в преступлении, которое они не совершали, вынуждены вести собственное расследование, чтобы доказать свою невиновность («Жилец», «39 ступеней», «Диверсант», «Незнакомцы в поезде», «Я исповедуюсь», «Поймать вора», «Не тот человек», «К северу через северо-запад», «Исступление»).
- Роковая женщина сбивает любовника с пути истинного, как правило, чтобы погибнуть вместе с ним («Шантаж», «Саботаж», «Ребекка», «Дурная слава», «Головокружение», «Марни»).
- Классический детектив: расследование убийства, зачастую совершённого психически ненормальным («Тень сомнения», «Верёвка», «Окно во двор», «Психо», «Исступление»).

Среди излюбленных кинематографических приёмов Хичкока стоит отметить съёмку с точки зрения персонажа, то есть съёмку камерой с такого аспекта, чтобы зритель видел сцену как бы глазами персонажа. Движения камеры и ракурсы вообще отличаются непредсказуемостью и оригинальностью. Хичкоку приписывается изобретение очень быстрого и дробного монтажа, ярко продемонстрированного в знаменитой сцене убийства в душе в фильме «Психо».
Хичкок известен также своими камео. Он любил появляться в эпизодах в своих фильмах: то в образе случайного прохожего, то в образе уличного зеваки. Он снялся почти во всех своих поздних фильмах. В целом, Хичкок, особенно в поздние годы, стремился создать вокруг себя мистическую атмосферу, окружал себя ореолом таинственности.
Дональд Спото, автор капитального труда о его жизни и творчестве, считал фильмы зрелого Хичкока «персональным экзорцизмом», попыткой терапевтической проекции экзистенциального замешательства («долга, секса, еды и уничтожения»), возникающего в напряжении между двумя типическими женщинами своей жизни и своего времени — Матерью-Женой (мать, его жена Альма) и Кинозвездой (от Грейс Келли до Типпи Хедрен).
Было замечено и фирменное пристрастие Хичкока снимать в главных ролях «холодных» блондинок (Марлен Дитрих, Грейс Келли, Вера Майлз, Ким Новак, Джанет Ли, Типпи Хедрен, Клод Жад).

## Тематические трилогии
Рассматривая творчество Хичкока с позиций лакановского психоанализа, Славой Жижек разделяет его самые прославленные фильмы на тематические трилогии:
- «Не тот человек» (1956), «Головокружение» (1958), «К северу через северо-запад» (1959) — три фильма, в которых главных героев принимают не за тех, кем они являются на самом деле.
- «Головокружение», «К северу через северо-запад» и «Психо» (1960) — главные герои пытаются искусственно заполнить пустоту, вызванную смертью любимой женщины («Головокружение»), загадочной фигурой несуществующего человека («К северу через северо-запад») и смертью матери («Психо»), причём в последнем случае Норман Бейтс пытается воскресить мать, заняв её место в реальности.
- «К северу через северо-запад», «Психо» и «Птицы» (1963) образуют трилогию о пустоте и дисбалансе в семейных отношениях: отсутствие фигуры отца компенсируется болезненно раздутым материнским суперэго. Властная мать главного героя во всех трёх фильмах относится к нему как к своей собственности и своим вмешательством рушит его попытки выстроить полноценные отношения с другими женщинами[65].

## Фильмография
Итог карьеры Хичкока — 55 полнометражных кинофильмов, многие из которых стали классикой мирового кинематографа. Кроме того, Альфред Хичкок снял ещё и 21 телефильм для серии «Альфред Хичкок представляет» и два документальных фильма (оба в 1944 году), ещё 2 киноработы остались незавершёнными.
Хичкок купил права на экранизацию романа Дэвида Бэти «Деревня звёзд», после того, как был отменён его предыдущий фильм («Слепой»). Сюжет повествовал о том, как пилоты военно-воздушных сил, транспортирующие атомную бомбу, после поломки взрывного механизма становятся смертниками для выполнения задания. Но фильм не был спродюсирован и был отменён в 1962 году.
Фильмографию Хичкока можно условно разделить на несколько периодов: Тихие годы, Британская классика, Марочный Голливуд, Военные годы, Совершенствование стиля, Четвёртое десятилетие, Мастер саспенса, Великий пожилой человек, Возвращение домой.

## Память

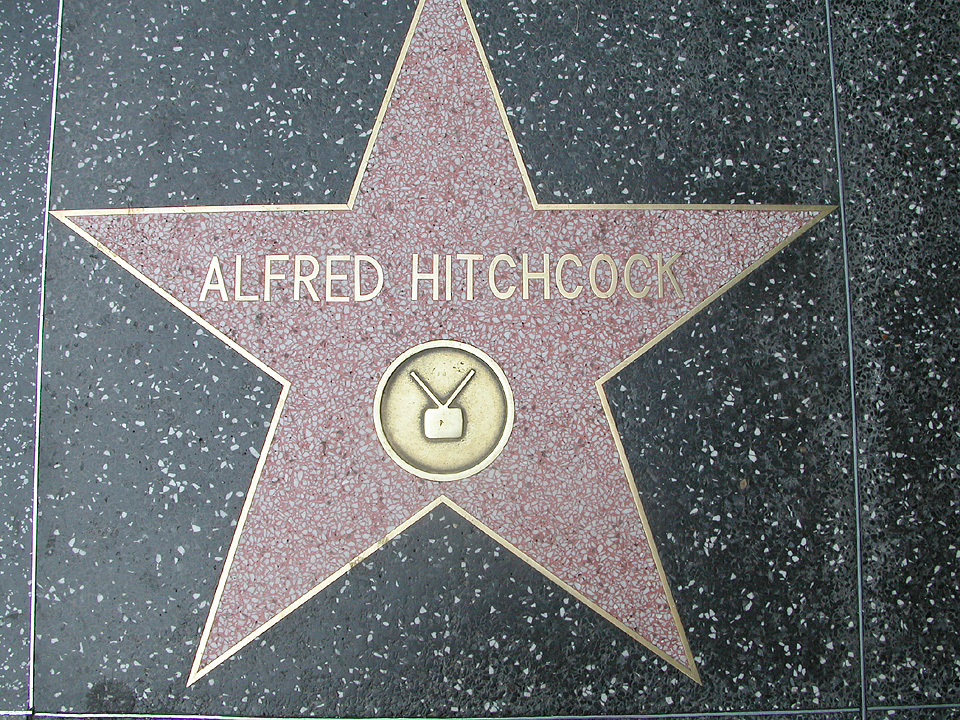
Звезда на Голливудской аллее славы

- На стене станции метро Лейтонстоун были выложены 17 мозаик, которые представляют фрагменты из фильмов Хичкока[15]
- В 1993 году возле места, где располагался отчий дом Хичкока, была установлена табличка со следующей надписью[15]:

Альфред Джозеф Хичкок, известный кинорежиссёр, родился недалеко от этого места по адресу 517 Хай Роад, Лейтонстоун 13 августа 1899 года. Умер 29 апреля 1980
Оригинальный текст (англ.)Alfred Joseph Hitchcock the famous film director was born near this site at 517 High Road Leytonstone on August 13th 1899. Died April 29th 1980